# Ghia

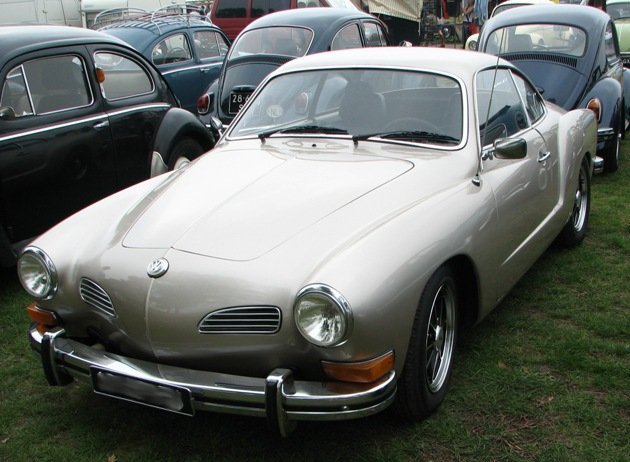
Volkswagen Karmann Ghia är en av Ghias mest kända modeller.

Ghia, Carrozzeria Ghia SpA, är ett italienskt designföretag, ägt av Ford Motor Company
Ghia grundades 1915 som Carrozzeria Ghia & Gariglio i Turin av Giacinto Ghia och Gariglio. Ghia specialierade sig på lätta aluminiumbyggda sportbilar där man blev kända för Alfa Romeo 6C 1500 som vann Mille Miglia 1929. Uppdragsgivare var Alfa Romeo, Fiat, och Lancia. Efter andra världskriget gjorde man sig ett namn som designfirma med bilar som Volkswagen Karmann Ghia. Chrysler blev en viktig uppdragsgivare men det skulle bli Ford som 1970 tog över Ghia. 1957–1960 var Pietro Frua chefsdesigner på Ghia. Ghia var under en period involverat i De Tomaso Pantera. Alejandro de Tomaso ägde Ghia 1967–1970.
Ford började använda namnet Ghia som tillägg på versioner av sina egna personbilsmodeller från 1973: Granada Ghia, Capri Ghia, Cortina Ghia, Escort Ghia, Fiesta Ghia, Mondeo Ghia.